# Polyplectropus lacusalbinae
Polyplectropus lacusalbinae là một loài Trichoptera trong họ Polycentropodidae. Chúng phân bố ở miền Australasia.